# Fiat Steyr 2000
La Fiat Steyr 2000 est une automobile de classe moyenne supérieure présentée par le constructeur autrichien Steyr Daimler Puch AG en 1950. Construite sous licence de la Fiat 1400, c'était la première Fiat à adopter une caisse autoporteuse au lieu du traditionnel châssis. Ce fut une nouveauté technologique en Europe, si l’on excepte la Citroën traction avant. De plus, ce fut la première voiture à avoir été conçue après la Seconde Guerre mondiale et qui put bénéficier de nouvelles technologies. Tous les modèles concurrents étaient des reprises d'anciens modèles d'avant-guerre.

## Histoire
Après la Seconde Guerre mondiale, Steyr voulut produire à nouveau des voitures particulières. La direction disposait de deux modèles, l'un de classe moyenne et l'autre de luxe, conçus pour être équipés de moteurs à essence dérivés de ceux des camions. Leurs formes correspondaient au Steyr 50/55 d'avant-guerre. La Steyr 70 devait être une limousine de luxe avec moteur V8, la Steyr 60 une berline de classe moyenne avec un moteur en ligne à quatre cylindres de 2 litres. La combinaison correspondante s'appelait Steyr 160. Tous ces véhicules, cependant, n'avaient pas été développés pour une production en série. Seul le moteur prévu pour la Steyr 60, avait été testé en 1951 dans une Fiat 1400. Steyr ayant conclu avec le groupe italien Fiat un accord technologique pour la cession de licences, Steyr demanda à pouvoir utiliser la base de la Fiat 1400 déjà fabriquée sous licence depuis 1950 pour créer un nouveau modèle. C'est avec cette combinaison que la Steyr 2000 a été produite en série deux ans plus tard. La spécialité de Steyr était la production de voitures efficaces, qui n'avaient aucun problème avec les cols alpins. C'est ainsi que pour répondre à la classe de la voiture, le moteur 1,4 litre Fiat de 44 ch a été remplacé par un moteur 2 litres Steyr de 65 ch.

## Les différentes versions

### Steyr Fiat 1400[1]
Lancée en 1950, la Steyr Fiat 1400, copie conforme de la Fiat 1400 italienne, restera en fabrication jusqu'en 1954. Cette voiture, berline spacieuse et luxueuse, était équipée d'un moteur essence Fiat type 101 de 1 395 cm3 développant 45 ch DIN qui autorisait une vitesse de 120 km/h. 
Au Salon de Turin de 1953 Fiat présente la "1400D" équipée d'un moteur diesel Fiat type 305 de 1 901 cm3 développant 40 ch DIN à 3 200 tr/min. Ce moteur, très novateur pour l'époque, équipera également le petit utilitaire Fiat 615 et la Fiat Campagnola.
En 1954, Fiat lance une version actualisée, la "1400A" dont la puissance du moteur a été portée à 50 ch DIN. Steyr lance peu après la Steyr Fiat 1400 A en version essence qui sera produite localement et la 1400 A Diesel qui sera importée d'Italie mais badgée Steyr Fiat. Ces versions resteront au catalogue du constructeur jusqu'en 1956.
En 1956, Fiat lance une nouvelle version de la 1400, la 1400 B reconnaissable à son feu de brouillard au centre de la calandre. Le modèle Steyr suit cette même évolution mais sera fabriqué uniquement en 1956 et sera importé d'Italie mais rebadgé Steyr Fiat 1400 B en 1957 et 1958.

### Steyr Fiat 2000
En 1952, Fiat a présenté la Fiat 1900, avec la même carrosserie que la berline Fiat 1400 mais dotée d'un moteur Fiat type 105 de 1 901 cm3 développant 60 ch DIN. Ce modèle est décliné en trois versions: berline, cabriolet et Gran Luce, une carrosserie de la berline mais avec deux portes.
Steyr, ayant négocié la possibilité de monter un moteur de 2 litres dans la carrosserie de la Fiat 1400, lance la Steyr Fiat 2000 en 1953, équipée du moteur type 405 de 1 997 cm3 développant 65 ch DIN. Ce modèle ne restera au catalogue qu'une seule année.

### Steyr Fiat 2000 A

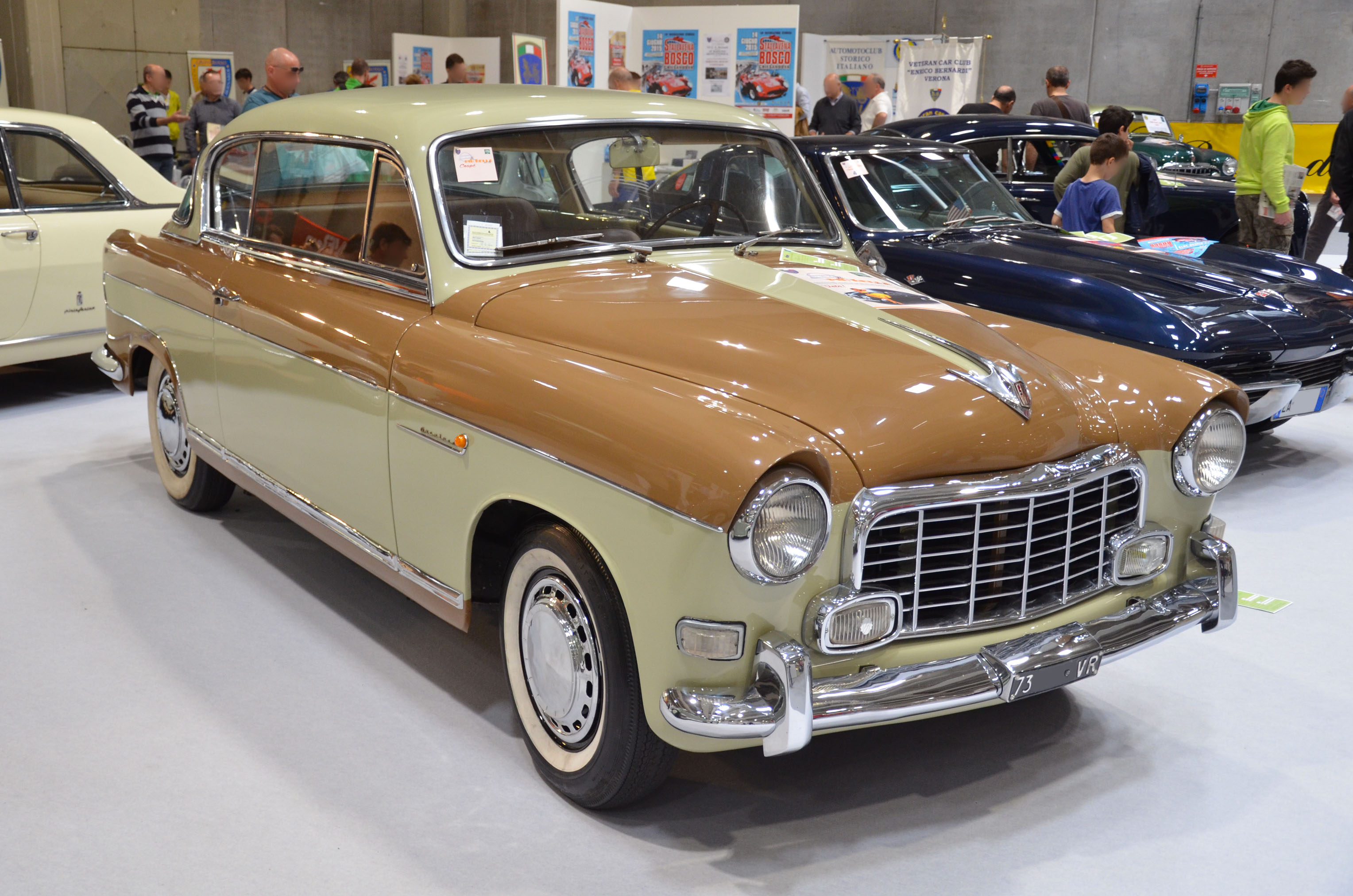
Steyr Fiat 2000 Gran Luce

Suivant l'évolution de l'équivalent italien, Steyr lance en 1954 la 2000 A. À l'intérieur, de nombreuses améliorations ont été apportées, le tableau de bord a été entièrement redessiné. À l'extérieur, c'est surtout la dimension de la lunette arrière qui a été notablement augmentée. Les ailes avant sont nouvelles et équipées de grands phares, la grille de calandre a été retravaillée et deux feux de brouillard ronds ont été intégrés. La puissance du moteur a été augmentée de 5 ch et le réservoir de carburant est passé de 48 à 55 litres.
La version Gran Luce a été lancée par Steyr, identique à l'original italien, avec deux feux de brouillard rectangulaires fixés au parechoc avant chromé, sous les phares.

### Steyr Fiat 2000 B

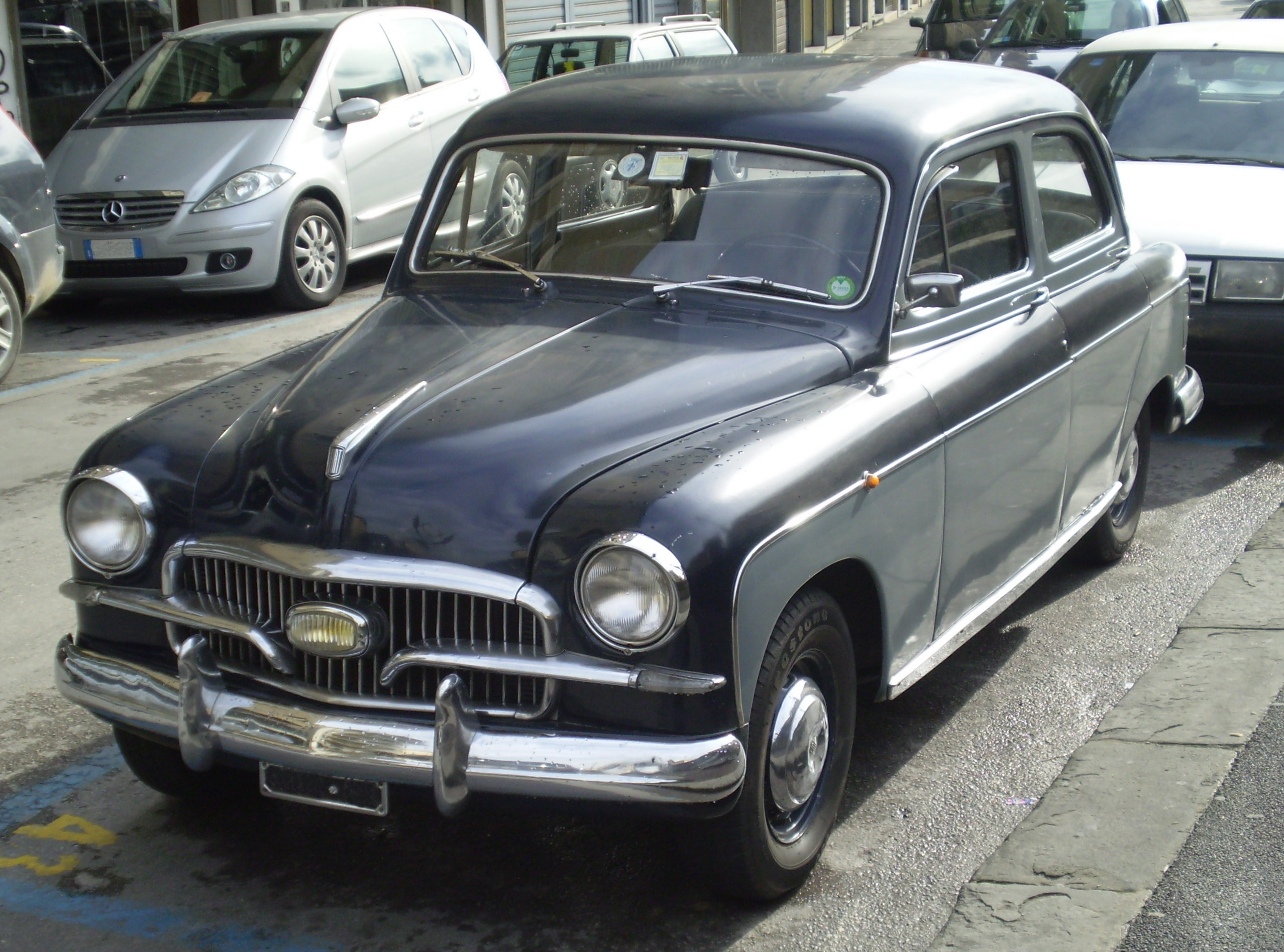
Steyr Fiat 2000 B

Comme pour la version "A", Steyr a suivi l'évolution de l'équivalent italien, Steyr lance en 1957 la 2000 B. Cette version n'a bénéficié que de changements mineurs. La grille de radiateur a été modifiée et un phare antibrouillard a été installé en son milieu au lieu des deux précédemment. Sur la version Gran Luce, les deux feux ont été conservés, directement fixés sur le parechoc chromé. La finition intérieure de l'habitacle a été améliorée pour mieux répondre aux exigences de la clientèle. Les deux variantes bénéficient de performances accrues du moteur dont la puissance est désormais de 86 ch (63 kW) avec une vitesse maximale de 145 km/h.

### Steyr Fiat 2300 Sport
Cette version est particulière à Steyr. Lancée en 1957, elle était équipée d'un moteur Steyr de 2 240 cm3 développant 95 ch DIN à 4 500 tr/min. Sa consommation moyenne était de 11,9 litres aux 100 km à 100 km/h et grimpait à 18,5 litres à la vitesse maximale (160 km/h).
Cette version était une Fiat 1900 Gran Luce importée d'Italie mais recevant un moteur Steyr. Elle sera retirée du catalogue en fin d'année 1958.

## Caractéristiques techniques
| Type                         | 2000                   | 2000 A                          | 2000 B                          | 2300 Sport             |
| ---------------------------- | ---------------------- | ------------------------------- | ------------------------------- | ---------------------- |
| Production                   | 1953                   | 1954–1956                       | 1957–1958                       | 1957–1958              |
| Carrosseries                 | Berline                | Berline et Gran Luce            | Berline et Gran Luce            | Berline et Gran Luce   |
| Moteurs                      | Steyr 405 4 cyl.       | Steyr 405b 4 cyl.               | Steyr 405d 4 cyl.               | Steyr 405e 4 cyl.      |
| Alésage × course             | 85 mm × 88 mm          | 85 mm × 88 mm                   | 85 mm × 88 mm                   | 90 mm × 88 mm          |
| Cylindrée                    | 1 997 cm3              | 1 997 cm3                       | 1 997 cm3                       | 2 240 cm3              |
| Puissance maxi (ch SAE / kW) | 65 / 48 à 4 000 tr/min | 70 / 51 à 4 000 tr/min          | 86 / 63 à 4 500 tr/min          | 95 / 70 à 4 500 tr/min |
| Couple maxi                  |                        | 138 N m à 2 700 tr/min          |                                 | 172 N m à 2 600 tr/min |
| Consommation                 | 10 - 12 l / 100 km     | 9,5 - 10,2 l / 100 km           | 10,5 - 12,4 l / 100 km          | 11,9 l - 18,5 / 100 km |
| Vitesse maxi                 | 130 km/h               | 135 km/h                        | 145 km/h                        | 160 km/h               |
| Poids à vide                 | 1 160 kg               | 1 200 kg                        | 1 200 kg                        | 1 220 kg               |
| Longueur                     | 4 305 mm               | 4 305–4 325 mm                  | 4 305–4 325 mm                  | 4 325 mm               |
| Largeur                      | 1 655 mm               | 1 655 mm                        | 1 655 mm                        | 1 655 mm               |
| Hauteur                      | 1 590 mm               | 1 580 mm                        | 1 580 mm                        | 1 590 mm               |
| Empattement                  | 2 650 mm               | 2 650 mm                        | 2 650 mm                        | 2 650 mm               |
| Voies avant / arrière        | 1 326 mm / 1 320 mm    | 1 326–1,330 mm / 1 320–1,325 mm | 1 326–1,330 mm / 1 320–1,325 mm | 1 330 mm / 1 325 mm    |

Cette gamme sera remplacée dès le début d'année 1959 par la Fiat 1800 importée d'Italie mais rebadgée Steyr Fiat 1800.

## La Fiat 1400 dans le monde
Ce modèle, qui était un haut de gamme pour l'époque, ne fut pas fabriqué qu'en Italie mais aussi dans d'autres pays.
- Espagne : Seat 1400. Ce fut avec cette voiture que débuta, le 13 novembre 1953, date de la sortie de la première Fiat Seat 1400 de l'usine de Barcelone, l'aventure automobile du tout nouveau constructeur Seat qui venait de voir le jour avec l'aide de Fiat. Présentée en 1953 à Barcelone, la Seat 1400 sera fabriquée jusqu'en 1964 à 99 043 exemplaires ; elle sera remplacée par la Seat 1500, voiture construite sur la base des Fiat 1500L et Fiat 1800.
- (Ex)-Yougoslavie : Zastava 1400. C'est également en août 1954 que Fiat et Zastava signèrent des accords de fabrication sous licence des modèles de la gamme Fiat en Yougoslavie. La Fiat 1400 fut la première d'une longue série, elle restera en fabrication jusqu'en 1961.
- Allemagne, la Fiat-NSU 1400 fut fabriquée en 1 400 exemplaires dans l'usine de Heilbronn pendant la même période qu'en Italie.
- Autriche, la Fiat-Steyr 1400 fut fabriquée ainsi que la Fiat Steyr 2000, qui était une Fiat 1900 avec un moteur Steyr, dans l'usine autrichienne Steyr-Puch de 1950 à 1958.

## Curiosité
En 1952, la Fiat 1400 remporta la Coupe d'Europe avec le meilleur score aux points dans les catégories : vitesse maximale, confort, suspensions, freinage accélération et consommation. Elle fut élue meilleure voiture européenne.